# Stemweder Berg

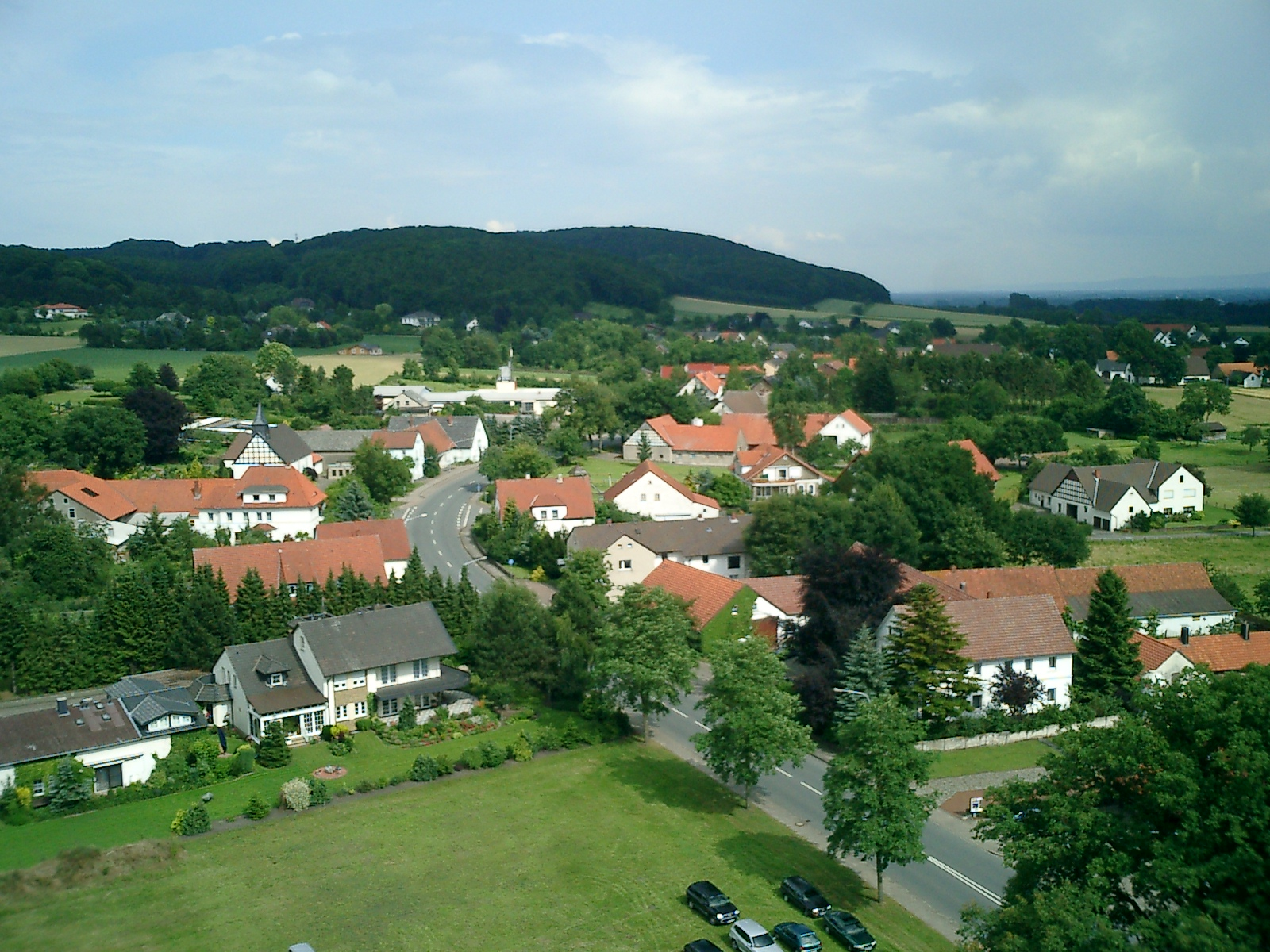
Stemweder Berg bei Haldem: Scharfer Berg (links) und Kollwesshöh (rechts)

Der Stemweder Berg (auch Stemweder Berge oder Stemmer Berge genannt) ist ein bis 181,4 m ü. NHN hoher Höhenzug im Grenzbereich von Nordrhein-Westfalen zu Niedersachsen.
Der Höhenzug ist dem Naturraum Dümmer-Geestniederung im Süden des westlichen Teils der Norddeutschen Tiefebene zugeordnet. Wie die angrenzende Gemeinde Stemwede erhielt er seinen Namen von der mittelalterlichen Freigrafschaft Stemwede.

## Geographie

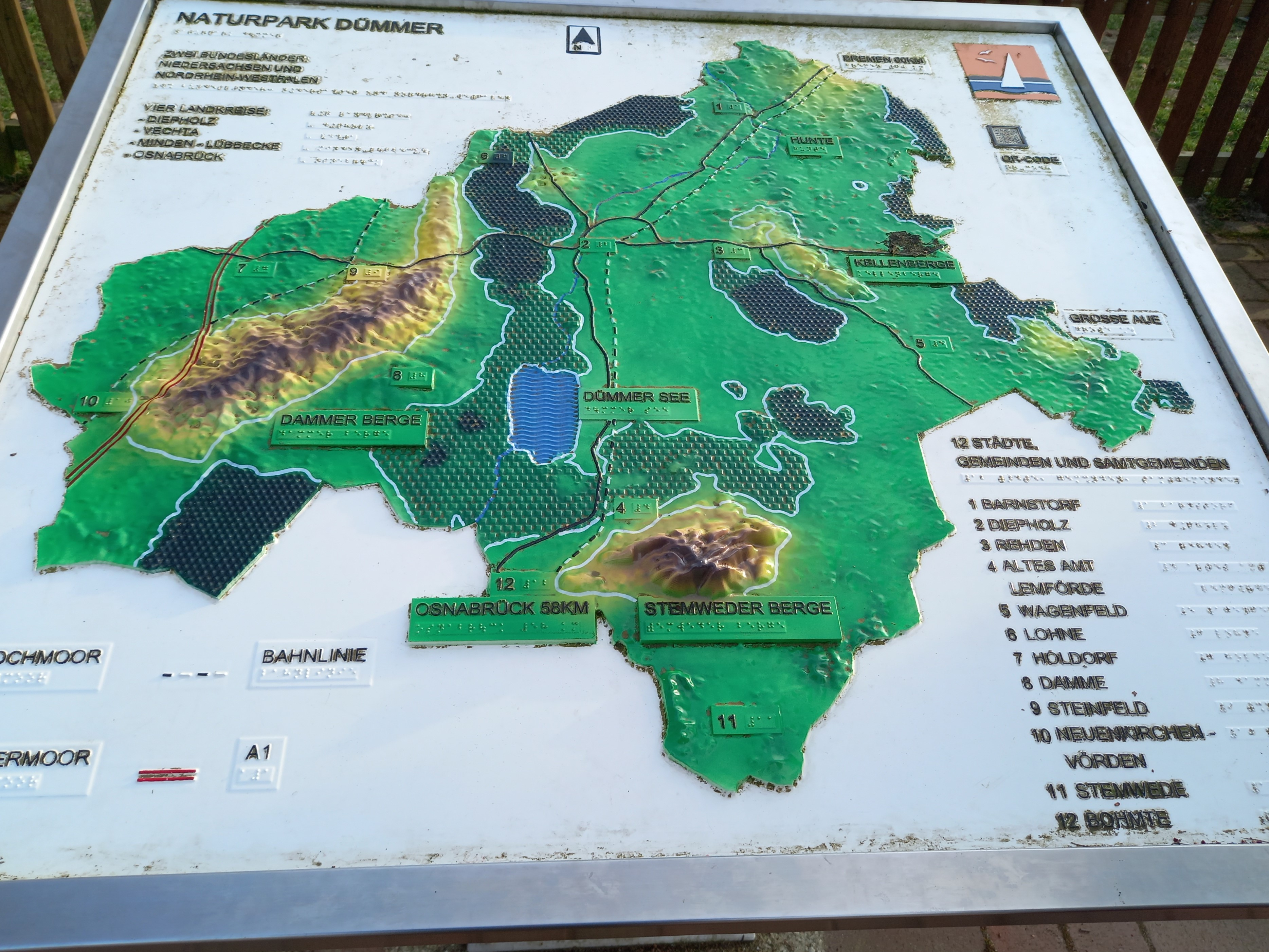
Eingenordete Reliefkarte des Naturparks Dümmer mit dem Stemweder Berg im Südosten. Standort: Beim Olgahafen (Dümmerlohausen)

### Lage
Der Stemweder Berg liegt inselartig isoliert im Südauslauf des westlichen Teils der Norddeutschen Tiefebene, etwa 15 km nördlich des Nordrandes der Mittelgebirgsschwelle. Rund 32 km nordöstlich von Osnabrück und 10 km südöstlich des Sees Dümmer (und mithin innerhalb des Naturparks Dümmer liegend) erhebt er sich im Ortsdreieck Bohmte–Diepholz–Rahden bei der Gemeinde Stemwede etwa 130 m über seine Umgebung. Seine West-Ost-Ausdehnung beträgt – basierend auf der 60-m-Höhenlinie, unter Einschluss des Dielinger Kleis – mit rund 9,5 km gut das Doppelte seiner Nord-Süd-Ausdehnung (ca. 4,5 km). Über seine nördliche Abdachung verläuft sowohl die Grenze zwischen dem Landkreis Diepholz im Norden und Kreis Minden-Lübbecke im Süden als auch zwischen den Bundesländern Niedersachsen und Nordrhein-Westfalen.
Rund um den Stemweder Berg liegende Ortschaften sind: Brockum (nördlich), Stemwede (östlich, südlich bis westlich; von Ost nach West mit den Gemeindeteilen Oppenwehe, Oppendorf, Wehdem, Westrup, Arrenkamp, Haldem und Dielingen), Stemshorn (westlich), Lemförde (nordwestlich) und Quernheim (nordnordwestlich).
Die geschlossene Waldfläche des Höhenzuges umfasst 10,3 km², davon befinden sich 7,4 km² in Ostwestfalen und 2,9 km² im nördlich angrenzenden Teil Niedersachsens.
Westlich des Stemweder Bergs liegt das Große Moor bei Damme, nordwestlich der Dümmer, dahinter die Dammer Berge, nordnordöstlich der Kellenberg, östlich die Rahden-Diepenauer Geest, in südlichen Richtungen das Lübbecker Land und dahinter das Wiehengebirge.

### Naturräumliche Zuordnung
Der Stemweder Berg bildet in der naturräumlichen Haupteinheitengruppe Dümmer-Geestniederung (Nr. 58), in der Haupteinheit Rahden-Diepenauer Geest (582) und in der Untereinheit Stemmer Höhen (582.0) den Naturraum Stemmer Berge (582.00).

### Erhebungen

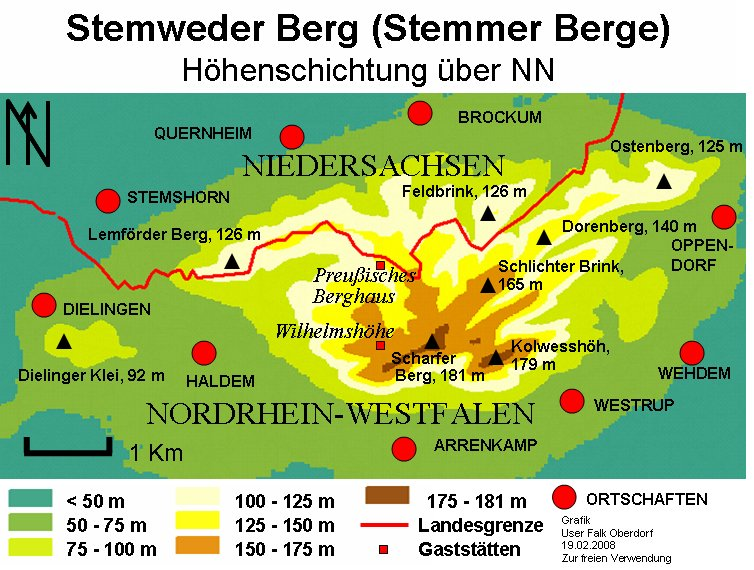
Der Stemweder Berg hat eine annähernd pultartige Gestalt mit den höchsten Lagen in der Südhälfte des Höhenzuges

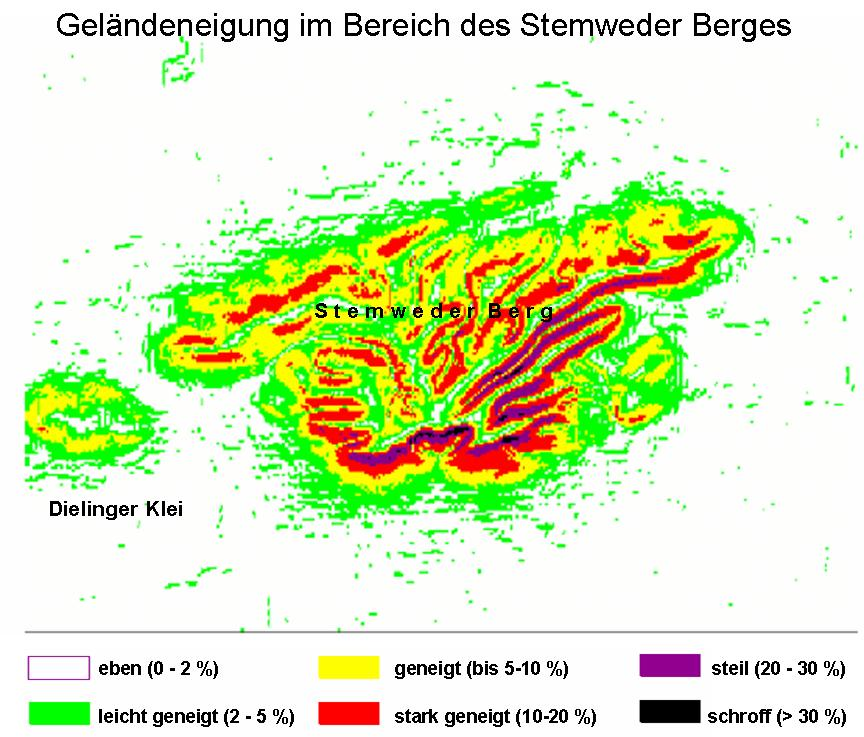
Die steilsten Hanglagen finden sich überwiegend in der Südhälfte des Höhenzuges

Zu den Erhebungen des Stemweder Bergs gehören – sortiert nach Höhe in Meter (m) über Normalhöhennull (NHN; wenn nicht anders genannt laut ; Niedersachsen = NIE, Nordrhein-Westfalen = NRW):
- Kollwesshöh (181,4 m), NRW, nördlich von Westrup
- Scharfer Berg (180,1 m), NRW, nordwestlich von Westrup und im Norden von Arrenkamp
- Schlichter Brink (ca. 170 m), NRW, Nordostausläufer vom Scharfen Berg
- Rauher Berg (167,8 m), NRW, Nordausläufer vom Scharfen Berg
- Wegmannsberg (160,5 m), NRW, nordwestlich vom Scharfen Berg
- Kahler Hügel (146,4 m), NRW, Nordostsporn von Kollwesshöh und Scharfem Berg
- Junger Berg (ca. 145 m), NRW, Nordausläufer vom Rauhen Berg
- Dorenberg (140,3 m), NRW, nordöstlich vom Schlichten Brink
- Feldbrink (128,1 m), NIE, nördlich vom Schlichten Brink
- Ostenberg (127,4 m), NRW, nordöstlich vom Dorenberg
- Lemförder Berg (126,1 m),[4] NIE, südlich von Lemförde
- Brockumer Klei (116,5 m), NIE, südlich von Brockum
- Wehdemer Klei (98,1 m), NRW, nördlich von Wehdem
- Dielinger Klei (91,8 m),[4][5] NRW, südlich von Dielingen

### Fließgewässer
Zu den Fließgewässern nahe dem Stemweder Berg gehören:
- Großer Dieckfluss, passiert den Höhenzug im Süden, westlicher Zufluss der Großen Aue
- Hunte, passiert den Höhenzug etwas entfernt im Westen, südwestlicher Zufluss der Weser

## Landschaftsbild und Geologie

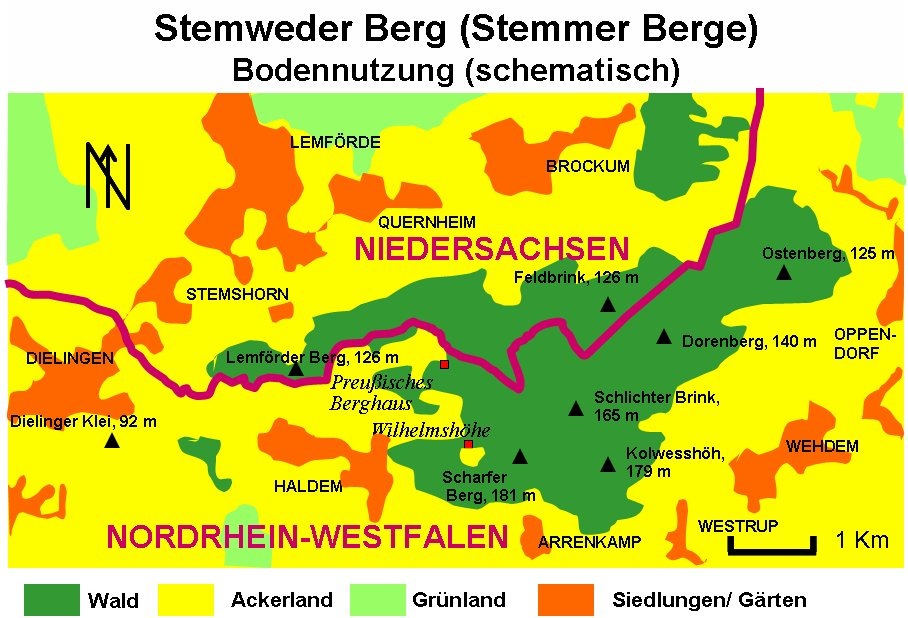
Große Teile des Berges sind mit Wald bestanden. Den Berg umgibt siedlungsreiches Ackerland

Im Gegensatz zu den nahen Dammer Bergen und der etwas weiter entfernten Ankumer Höhe, die aus eiszeitlichem Geschiebe aufgebaut sind und eine Moräne repräsentieren, besteht der bewaldete Stemweder Berg im Kern aus rund 85 Mio. Jahre altem ehemaligem Meeresboden, der sich unter Druck in Millionen Jahren zu kalkhaltigem Sedimentgestein verfestigte und infolge von tektonischen Bewegungen aus dem Untergrund empor gedrückt wurde. Der Stemweder Berg kann daher als geologische Exklave des Niedersächsischen Berglandes gesehen werden. Das kreidezeitliche Gestein enthält Fossilien urzeitlicher Meerestiere.
Die unteren Hänge sind mit eiszeitlichem Löß bedeckt, aus dem fruchtbare Böden hervorgegangen sind.

## Galerie

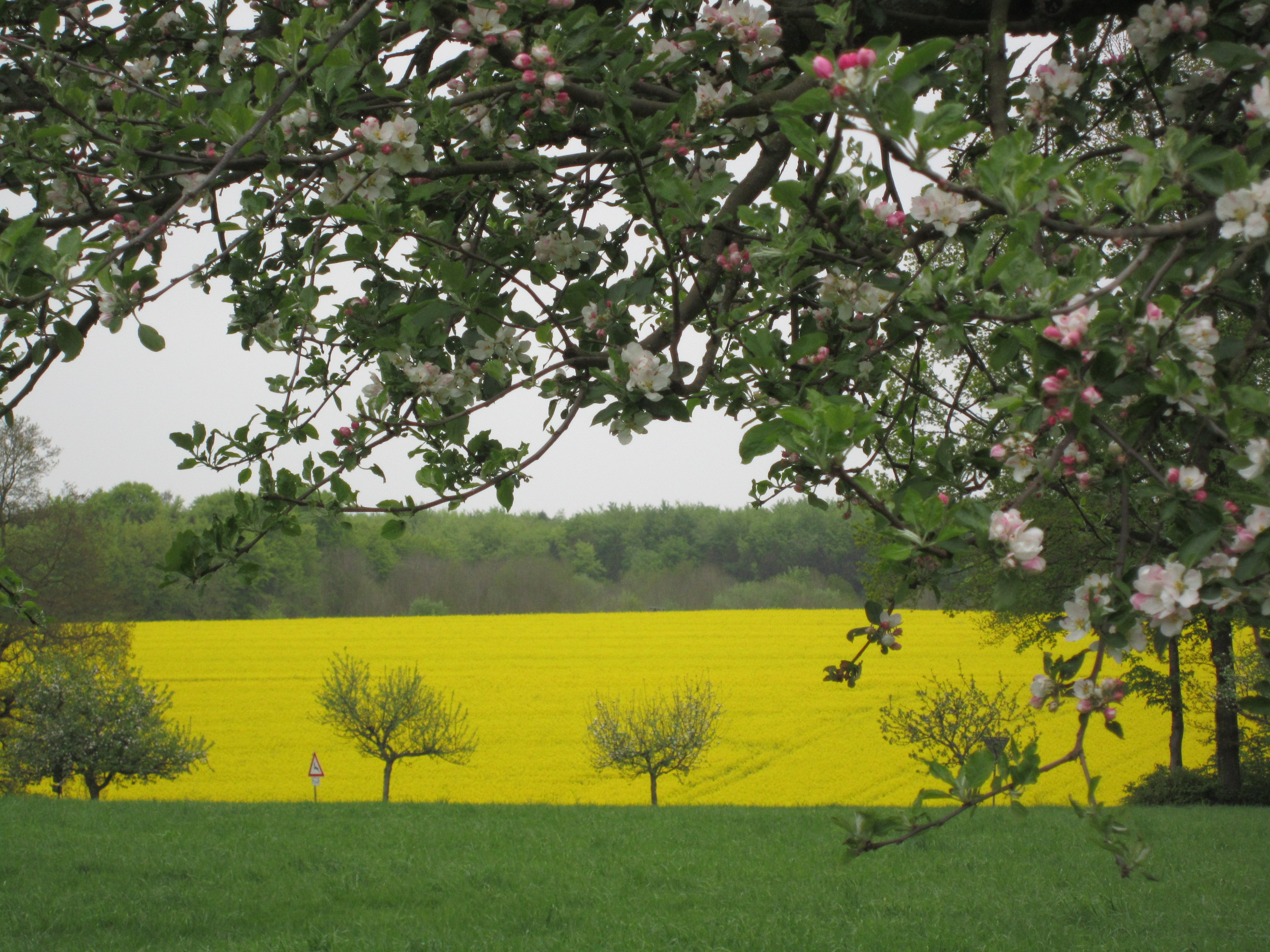
Wälder, Felder und Streuobstwiesen bei der Wilhelmshöhe
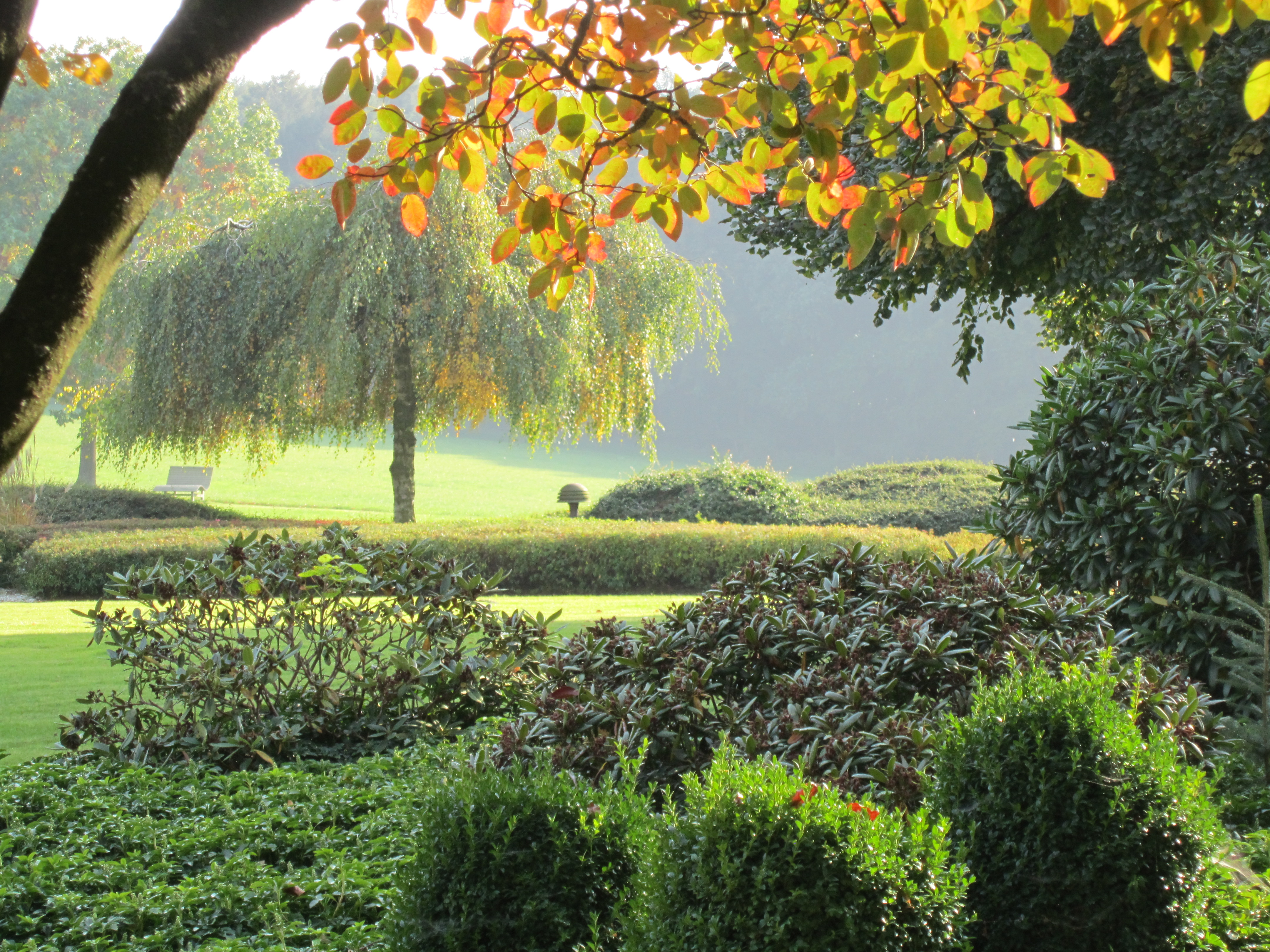
Park beim „Berggasthof Wilhelmshöhe“
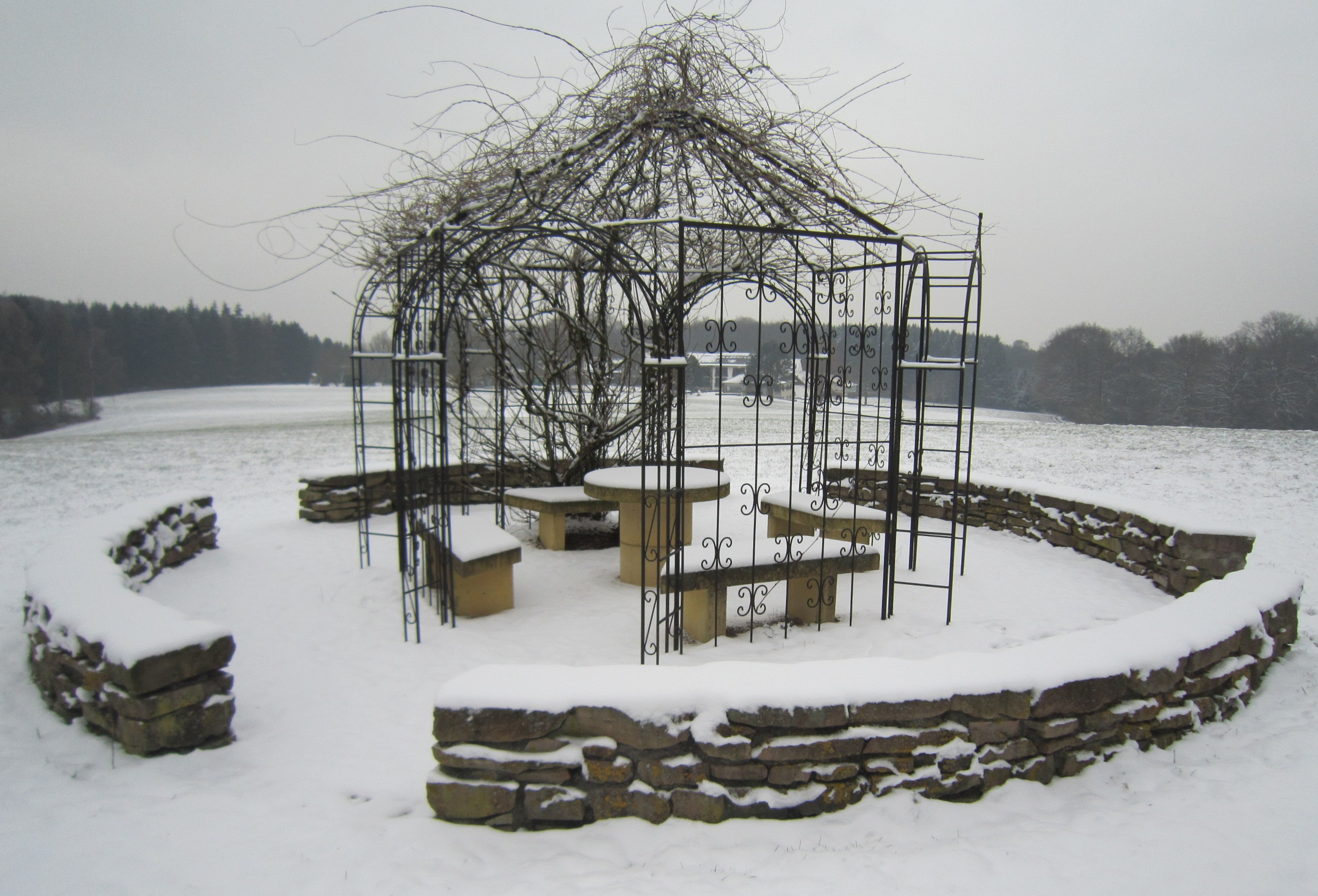
Picknickplatz nahe dem „Berggasthof Wilhelmshöhe“

## Geschichte, Dialekte und Bauerschaften
Früher bildete der Stemweder Berg einen Teil der Staatsgrenze zwischen den Königreichen Hannover und Preußen. Einige Grenzsteine aus jener Zeit, die noch im Wald existieren, zeigen auf der preußischen Seite ein eingemeißeltes „P“ und auf der hannoverschen Seite ein „H“.
Der Bergkamm bildet eine Isoglosse (Dialektscheide). Es sind zudem deutliche Unterschiede erkennbar zwischen den seewärts gelegenen kleinen Bauernhäusern mit ihren mageren Weiden und den viel breiter dastehenden Gehöften, wie sie sich ab Dielingen finden, wo die Böden ertragreicher werden.

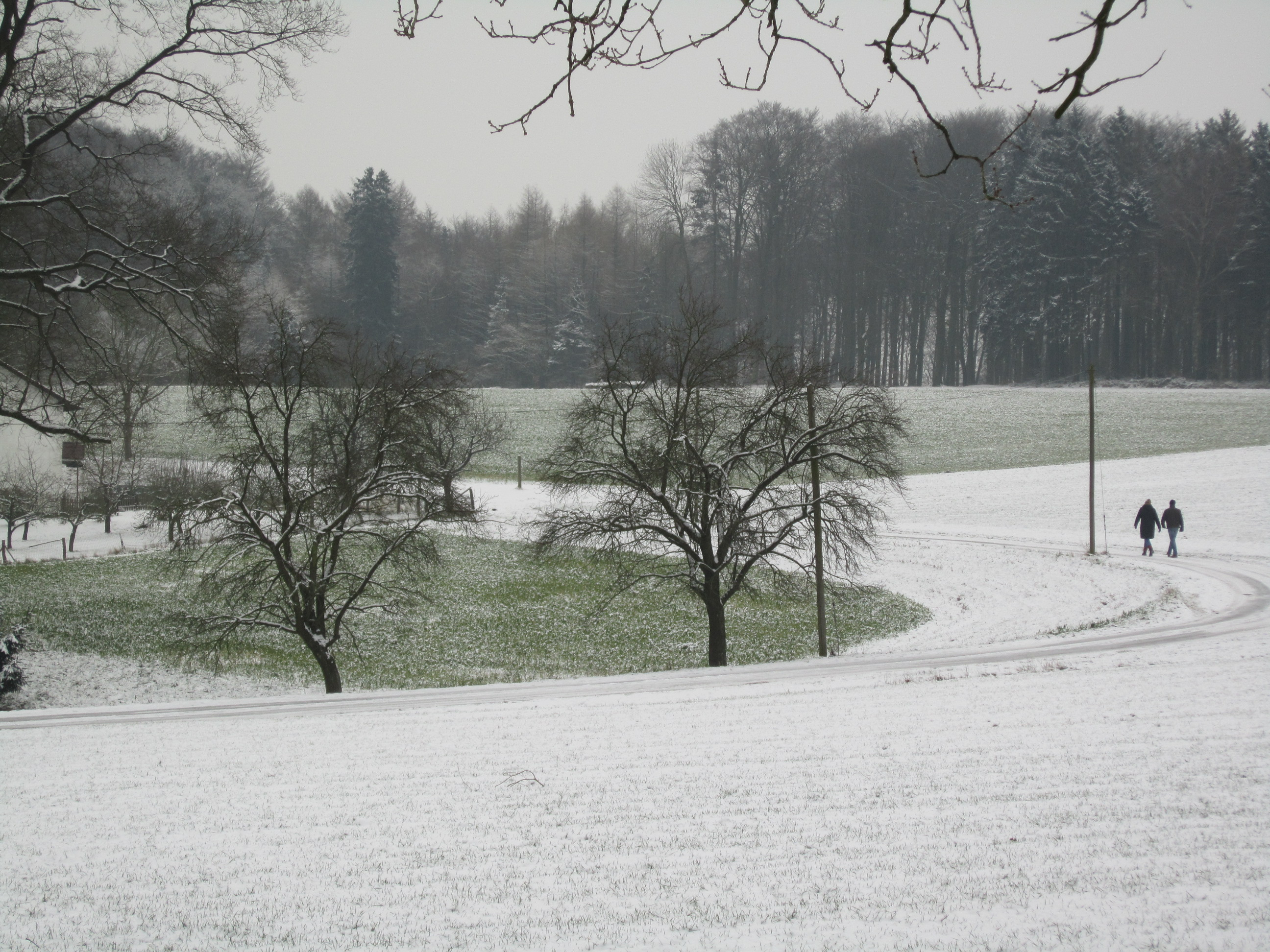
Wanderweg „Weißer Weg“ auf dem Kamm des Stemweder Bergs

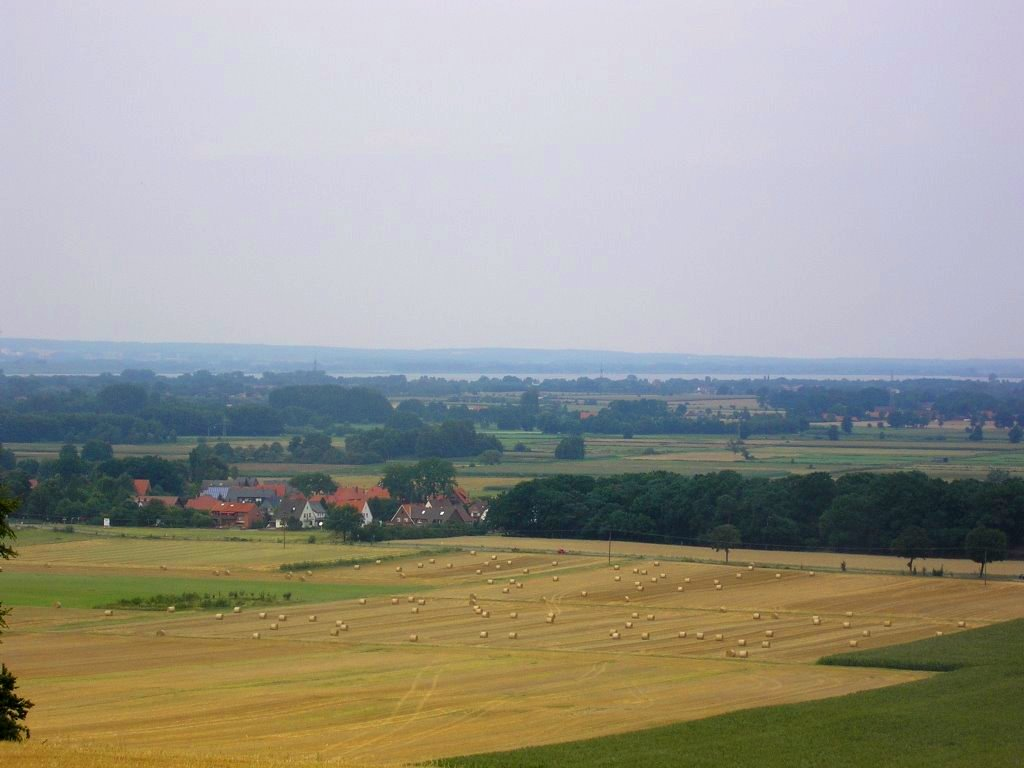
Blick vom Nordhang des Stemweder Berges nordwestwärts zum Dümmer

## Sehenswertes und Wandern
Neben der Waldlandschaft, über deren Baumbestand man sich im Rahmen eines Waldlehrpfads informieren kann, ist am Stemweder Berg ein großes Hügelgrab aus der frühen Bronzezeit sehenswert. Außerdem gibt es am Nordhang in Lemförde eine interessante und sehenswerte Orchideenzucht. Über den Höhenzug verläuft der Ems-Hase-Hunte-Else-Weg und über seinen Kamm der Wanderweg Weißer Weg. Die exponierte Lage erlaubt weite Ausblicke, unter anderem vom Nordhang zum Dümmer.

## Bauwerke
Im Stemweder Berg gab es mehrere Gasthäuser, von denen nur noch der „Berggasthof Wilhelmshöhe“ (ca. 166 m; zu Haldem) in Betrieb ist. Das „Preußische Berghaus“ (ca. 108 m; auch zu Haldem) und das „Hannoversche Berghaus“ (ca. 90 m; zu Lemförde) sind heute in Privathand. An der nordnordwestlich des Scharfen Bergs gelegenen Waldwegkreuzung „Haldemer Kreuz“ (158,2 m) steht eine Schutzhütte (alle Höhen in Meter (m) über Normalhöhennull (NHN)).